# 上海糖酒集团
上海市糖业烟酒 (集团) 有限公司（上海糖酒集团）是光明食品集团旗下的一個以糖业、酒业、零售為核心業務的子公司。

## 历史
前身追溯到1951年成立的中國專賣事業公司上海市公司。1956年1月，另一家公司上海市茶食糖果公司成立。同年5月該公司改組為中國糖果糕點公司上海市公司。1958年3月，中國糖果糕點公司上海市公司與中國專賣事業公司上海市公司合併為上海市糖業煙酒公司。1984年5月，該公司的煙草批發業務劃轉給剛成立的中國煙草總公司上海市公司。1992年，上海市糖业烟酒（集团）有限公司在上海市糖業煙酒公司的基礎上正式成立。1996年1月，上海糖酒集团與上海煙草集團共同投資組建上海捷強煙草糖酒 (集團) 有限公司（捷強集團）。2006年，上海糖酒集团併入光明食品集团。
2013年8月4日，上海糖酒集团与可口可乐大中华区分别发布正式申明称，从新西兰恒天然公司进口的4.800吨涉质量问题乳清蛋白粉中25公斤原料已用于生产个别批次美汁源果粒奶优，随后进行召回。2021年1月31日，上海市市场监督管理局发布2021年第2期不合格食品风险控制和核查处置情况。其中，上海糖酒集团旗下上海上棠食品有限公司因生产的玉棠牌白砂糖不合格被处以罚款25万余元。